# Torre del Falcone
La torre del Falcone o torre di Capo Falcone è una torre che fa parte del complesso di strutture fortificate che, dall'alto medioevo sino alla metà del diciannovesimo secolo, hanno costituito il sistema difensivo, di avvistamento e di comunicazione della fascia costiera della Sardegna. Situata sulla cima dell'omonimo promontorio, a 189 m s.l.m., grazie all'ottima visuale di cui gode, domina un eccezionale orizzonte che abbraccia il golfo dell'Asinara (compresa l'isola stessa) e la quasi totalità della Nurra. Risulta in contatto visivo con le torri di Trabucado, della Pelosa, dell'Isola Piana, delle Saline, di Porto Torres e di Frigiano.

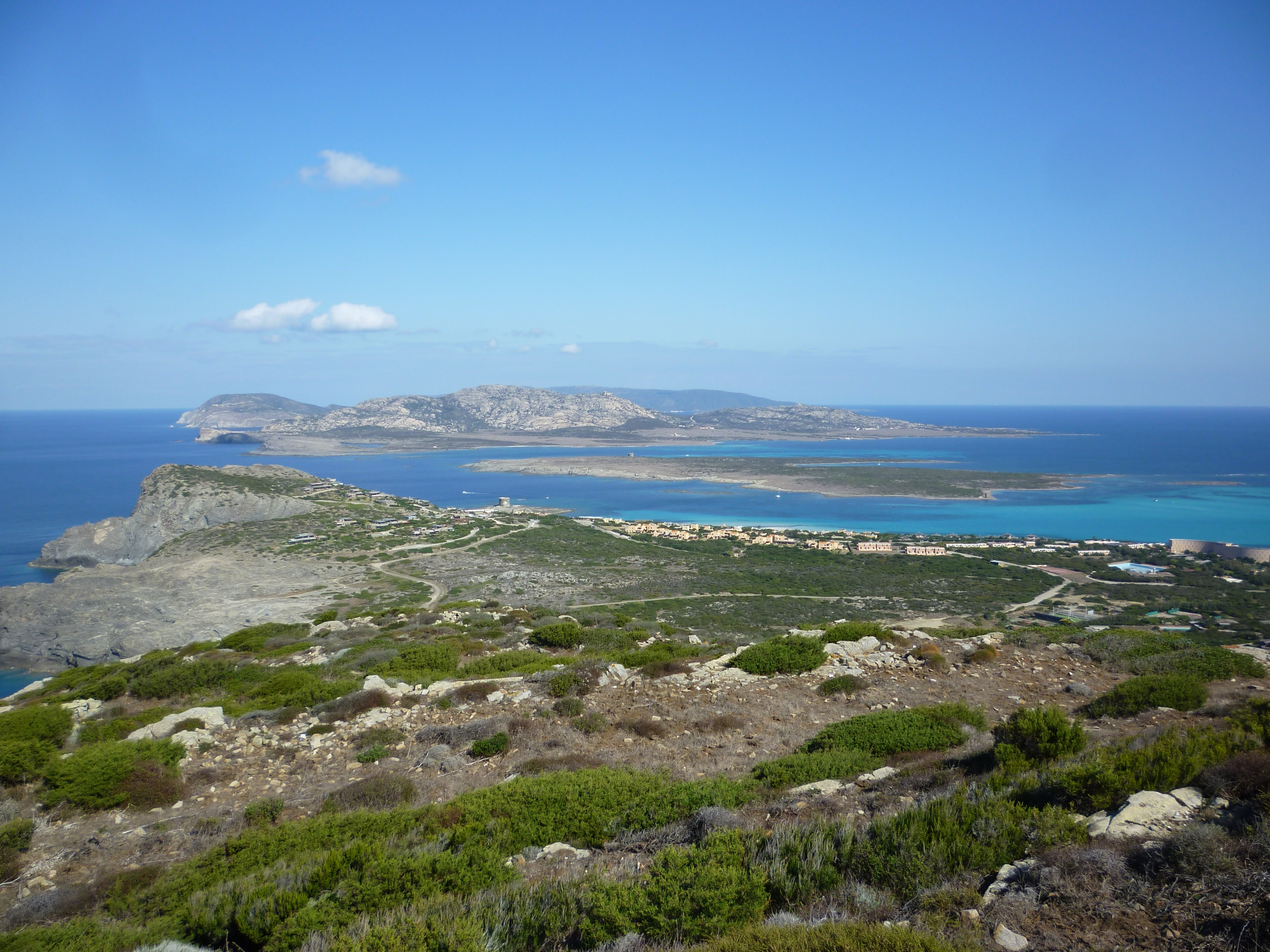
L'Asinara vista dalla torre. Al centro della foto si scorgono le torri della Pelosa e dell'Isola Piana.

Costruita con pietrame di scisto recuperato sul luogo, la torre si presenta di forma troncoconica, con un diametro esterno di 9,5 metri, un'altezza, dallo zoccolo al lastrico, di 8 metri e muri perimetrali dello spessore di circa 1,5 metri.
L'ingresso, posto a quattro metri di quota dal suolo, avviene grazie una scala esterna; questa introduce in una camera circolare del diametro di 5,6 metri nella quale una pilastro centrale sostiene la volta a cupola; radialmente all'ingresso vi sono due troniere o feritoie. Attraverso una stretta e ripida scala a ridosso del muro perimetrale si accede alla terrazza o piazza d'armi; una garitta in muratura protegge il boccaporto dagli agenti atmosferici. Sopra la terrazza era presente la cosiddetta mezzaluna, una struttura leggera dalla forma di semicerchio fatta di coppi e canne, che si poggiava sul parapetto, realizzata allo scopo di dare riparo ai soldati e alle munizioni.
La torre del Falcone compare per la prima volta nella carta dall'ingegnere militare Rocco Cappellino, inviato in Sardegna dall'imperatore Carlo V nel 1552. Da ciò se ne può determinare l'anno di edificazione che con molta probabilità era il 1577. Considerando la posizione strategica, più che una torre gagliarda o una senzilla (così venivano definite le torri da difesa) essa si può considerare una torrezilla, cioè una postazione di avvistamento e segnalazione. La guarnigione era formata da due soldati che avevano a disposizione due fucili e due spingarde.
Nonostante una condizione strutturale accettabile, i significativi cedimenti del coronamento superiore richiedono un urgente intervento di recupero.

## Galleria d'immagini

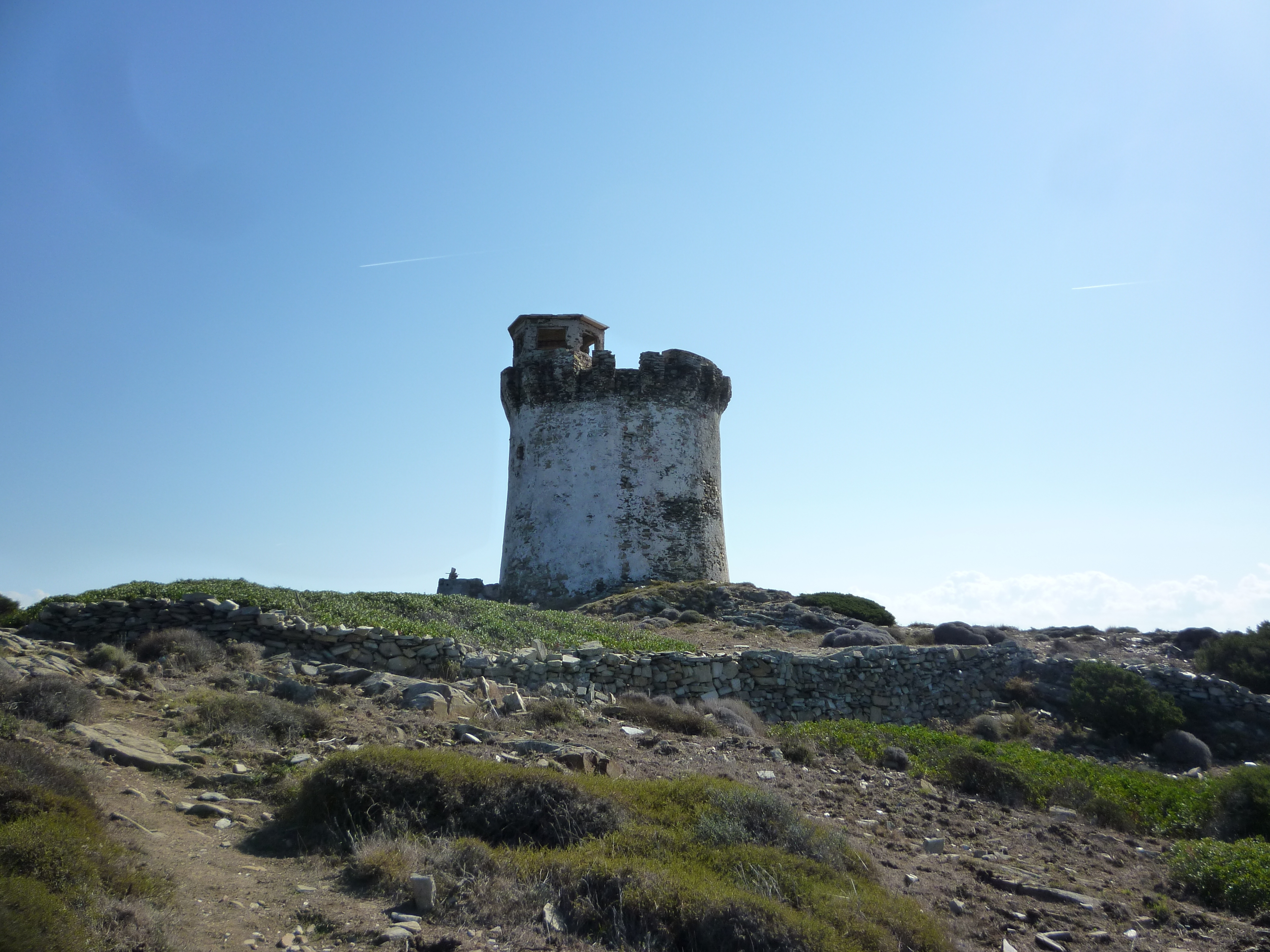
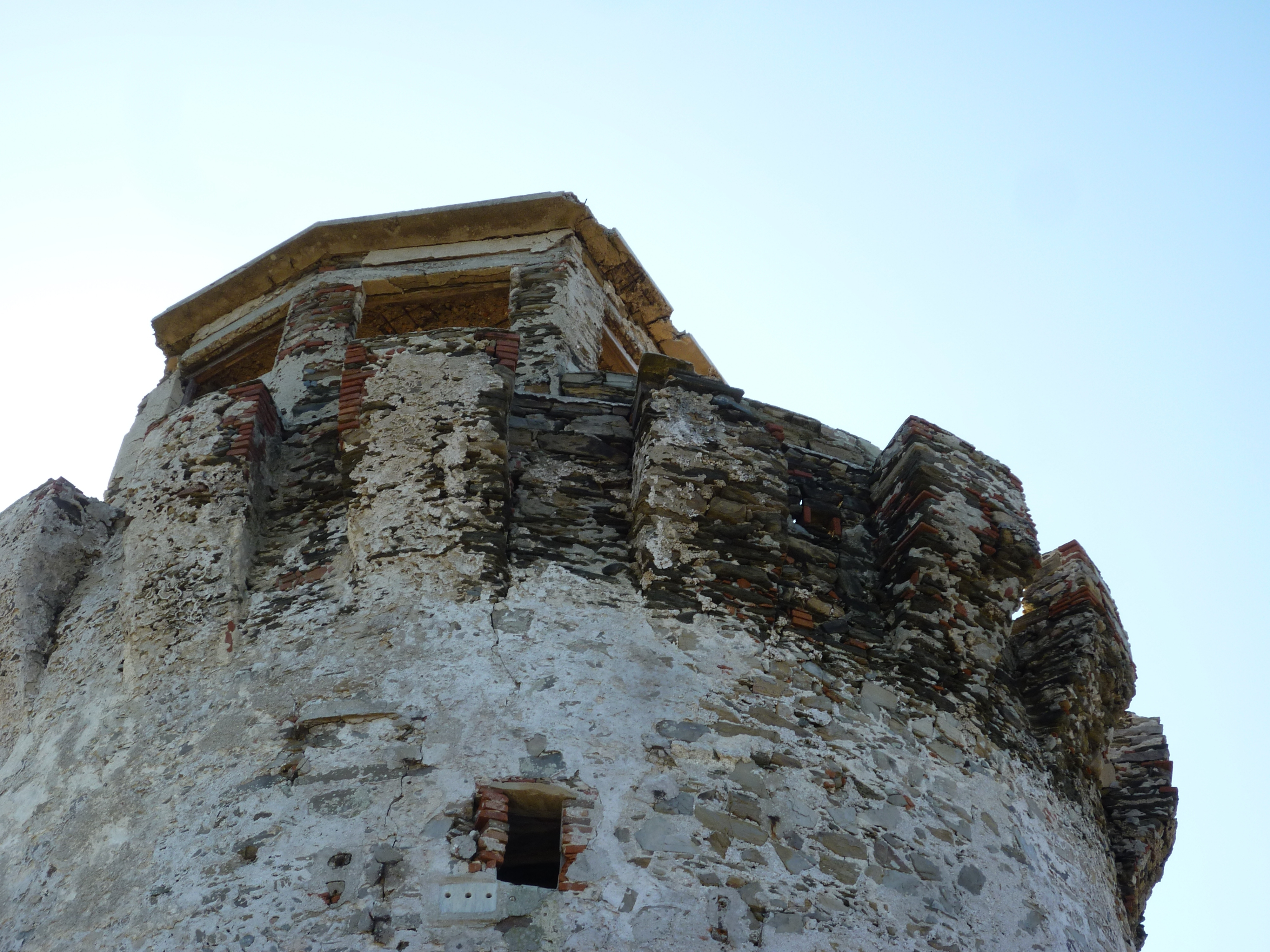
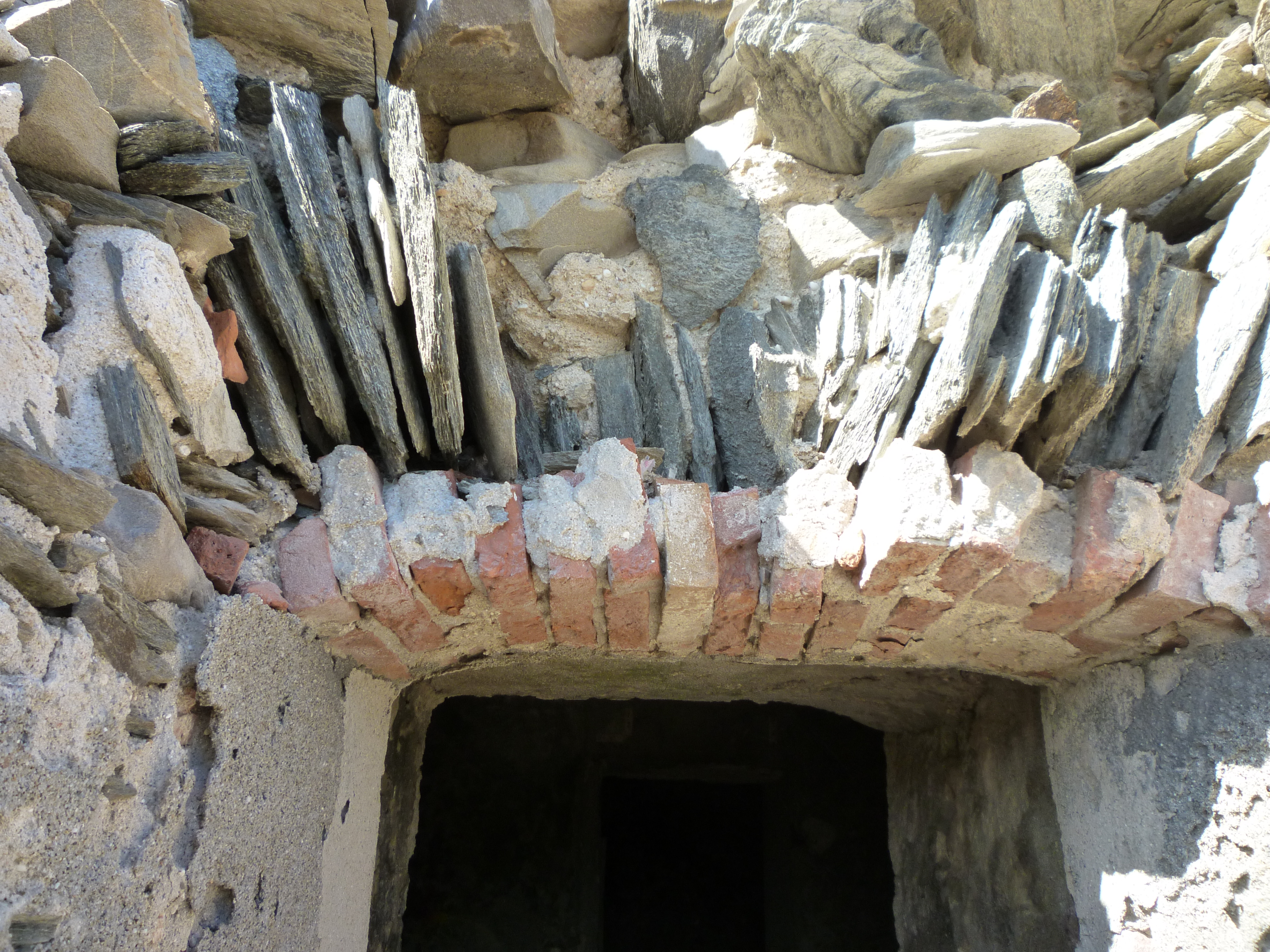
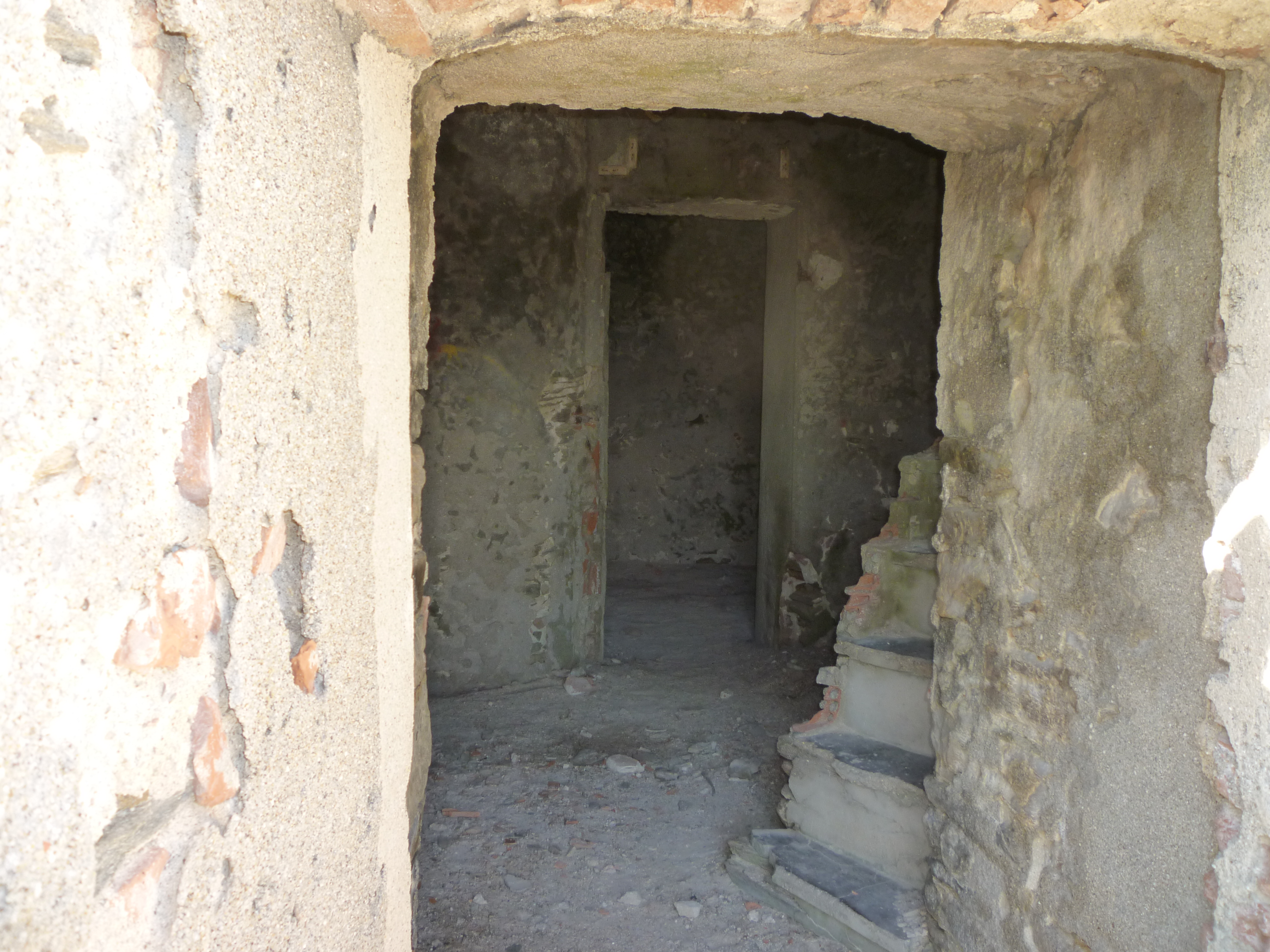
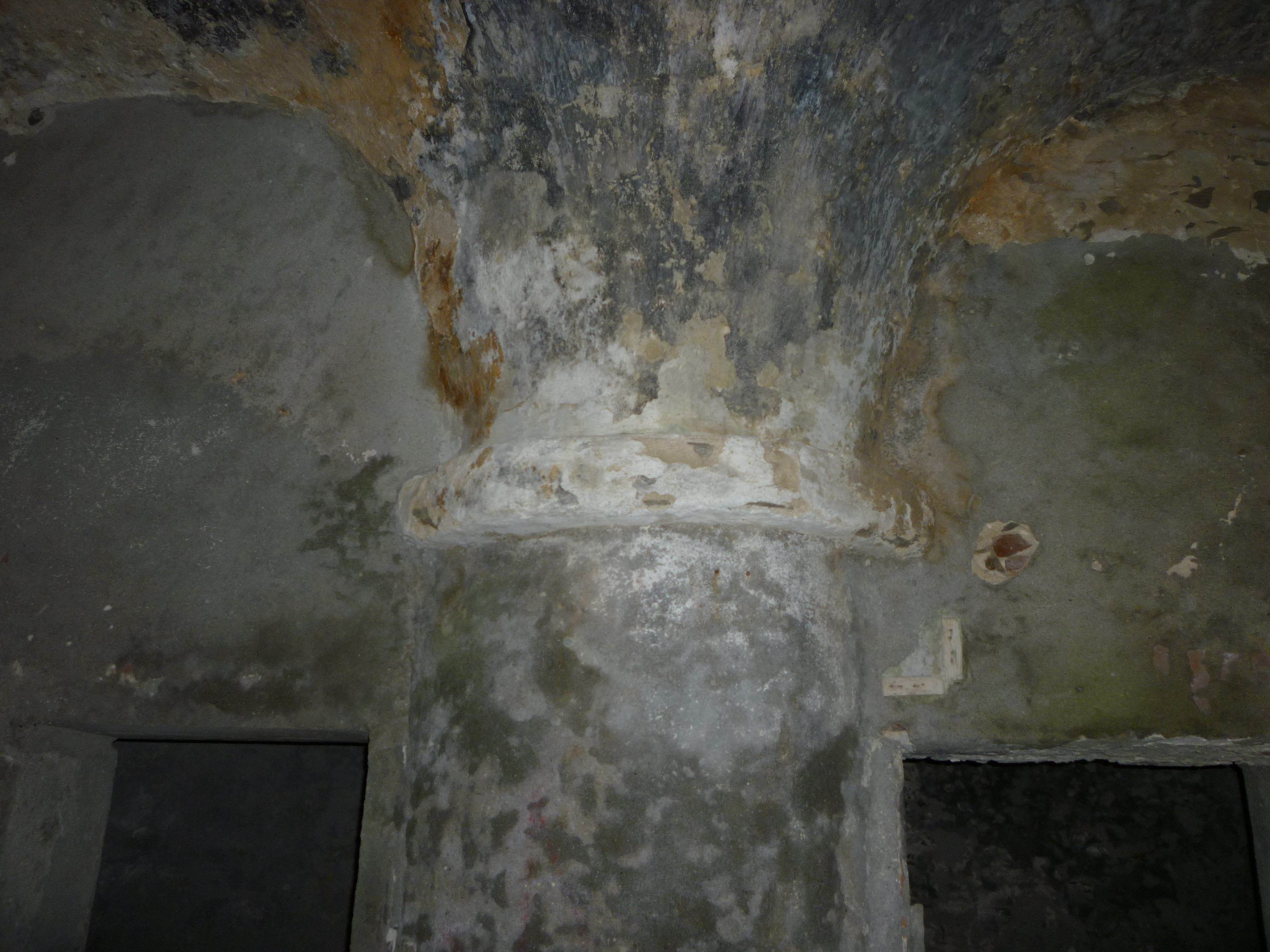
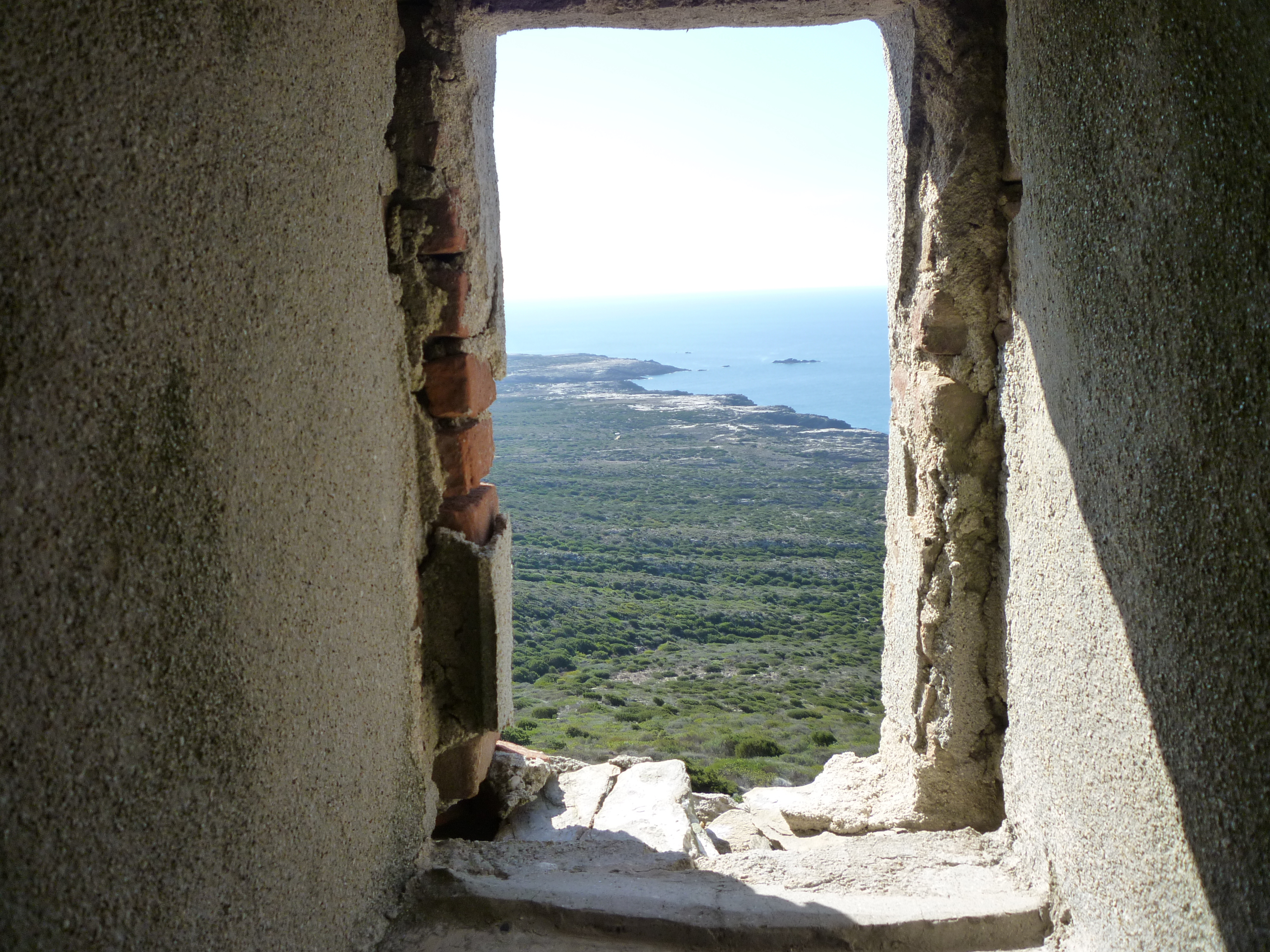
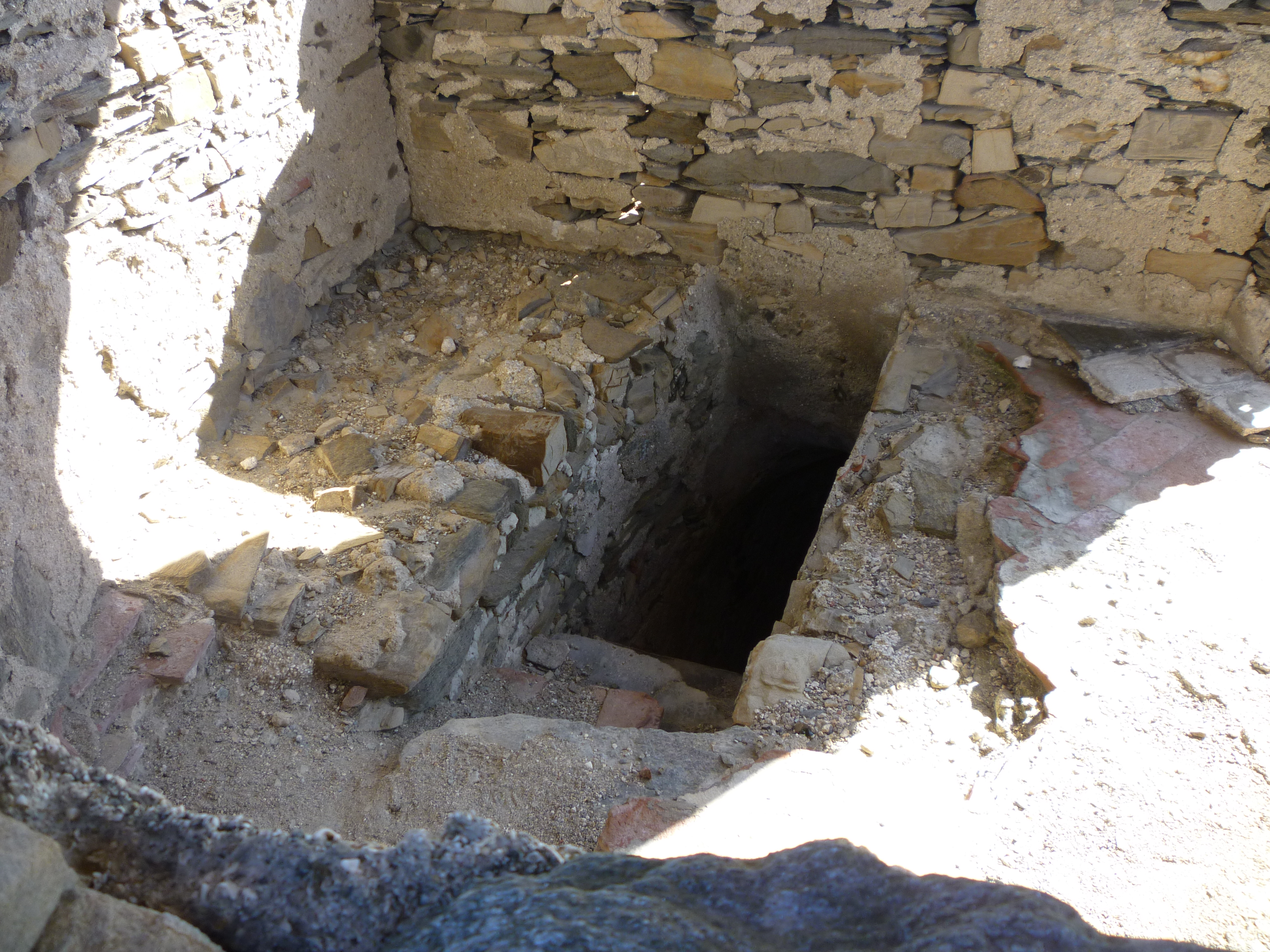
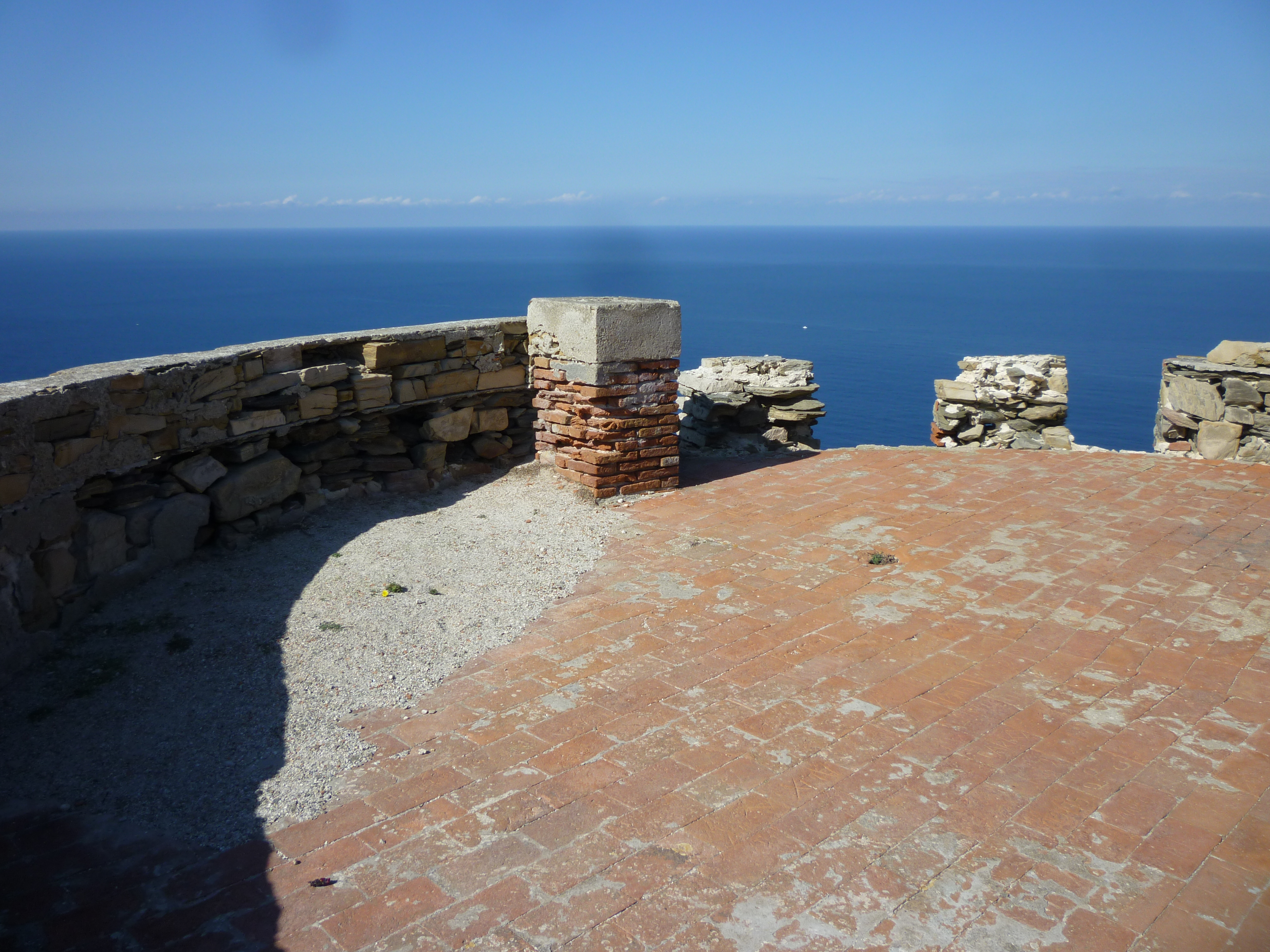